# 透明帯

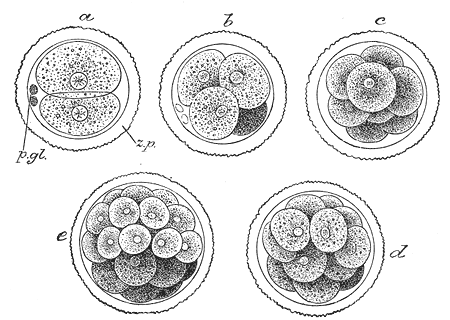
受精後の哺乳動物の卵子の分割の最初の段階。図表のz.p.は透明帯。p.gl.は:en:Polar body:極体。aは2細胞期。bは4細胞期。cは8細胞期。d、eは桑実胚期。

透明帯（とうめいたい、ラテン語: zona pellucida）は哺乳類の卵母細胞の細胞膜を取り囲む糖タンパク質のマトリックスである。この構造が精子と結合して、先体反応（acrosome reaction）を開始させる。また、子宮へ移動中の胚が卵管の壁に付着することを防いでいる。子宮に着床する際には胚は透明帯を破り「孵化」する必要がある。
同様の構造は哺乳類以外の卵にもあり、ウニではゼリー層、魚ではコリオン、カエルでは卵黄膜と呼ばれる。

## 先体反応
動物種によって精子結合への関与の仕方は異なる。
例えばヒトでは透明帯はZP1~ZP4の4種類がある。ただヒトの場合は卵子の提供が乏しいため研究が進んではいない。
ウシ、ブタなど家畜系の動物でも透明帯の研究は進んでおり、この場合はZP3α、ZP3βの2成分が精子結合に関与しているといわれる。マウスでは透明帯の糖タンパク質であるZP3が精子の細胞膜のタンパク質に付着することによって、精子は先体小胞の内容物を放出する。
マウスではZP3の1成分だけが受精に関わっていることを考えると動物種により透明帯の機能、構造は異なり複雑なシステムが存在し受精における種特異性を担っていると考えられる。
1980年代からブタの透明帯に対する抗体を用いたゾウ、シカなどの野生動物の避妊が行なわれている。
また透明帯は糖たんぱく質でありこの糖鎖に精子が結合すると言う説と、たんぱく質の骨格部分に精子が結合すると言う説がある。
どちらの主張も完璧な証拠はなく、現在も混沌としている状態である。

## 着床の制御
不妊治療の一環として胎児が透明帯を飛び出して着床する過程をハッチングとよぶが、この際に透明帯を人工的に壊してスムーズに妊娠を成立させるという治療法が近年多く使われている。